# زئيف يفيتس
زئيف يفيتس (זאב יעבץ، 26 سبتمبر 1847 – 24 يناير 1924) حاخام وكاتب ومؤرخ. أحد مؤسسي حركة مزراحي وأحد محي اللغة العبرية.

## السيرة الذاتية
وُلِد زئيف يفيتس في كولنو في الإمبراطورية الروسية (اليوم في بولندا) عام 1847 ابناً لإستير وسوسمان يفيتس، الذي كان قريبًا وصاحب أصول. تزوج من جولدا باينز، شقيقة يحيئيل ميخل بينس. بعد زواجه، استقر في وارسو وفتح شراكة في تجارة الجملة. وقع معظم عبء التجارة على شريكه، وركز على دراسته، وخاصة في مجال التاريخ اليهودي.
في عام 1882 نشر مقاله الأول، "بدايات عمل الكتاب في إسرائيل" في هاشاهار. ومنذ ذلك الحين، استمر في نشر المقالات والدراسات في مجموعات مختلفة حول مواضيع في تاريخ الشعب اليهودي، وقد تم الاعتراف به كقوة صاعدة في هذا المجال. كان الساعد الأيمن لشاؤول بنحاس رابينوفيتش في إعداد المجلد الأول من كنيست إسرائيل (كتاب سنوي)، الذي نُشر في وارسو في عام 1886.
في عام 1887 في سن الأربعين، هاجر إلى أرض فلسطين ووصل إلى يافا في السابع عشر من أيار. خلال الفترة الأولى، كان ضيفًا على صهره يحيئيل ميخال بينس في القدس. في البداية عمل كمزارع عنب في مستوطنة يهود، وعمل أيضًا مدرسًا هناك. ثم انتقل لإدارة مدرسة هس.
كان عضواً في أول لجنة للغة العبرية التي تأسست سنة 1890. كما تولى تحرير مجلة فصلية باسم "هآرتس" والتي ظهرت في القدس سنة 1891.
عاش في مستعمرة زخرون يعكوف بأمر من البارون روتشيلد ليكون مديرًا لمدرسة فيها. ثم غادرها بعد مشاجرة مع كتبة البارون.
انتقل إلى فيلنيوس في لتوانيا. في عام 1902، ساعد في تأسيس حركة مزراحي وأصبح محررًا لمجلتها الدورية "هميزراحي". في عام 1903، في حفل استقبال لثيودور هرتزل، قدم للزعيم الصهيوني مخطوطة توراة صغيرة في حامل منحوت كهدية تكريم من مجتمع فيلنيوس.
استخدم يافيتز الكتاب المقدس بطريقة موضوعية وأسلوبية جديدة بهدف إحياء أساليب الحياة القديمة. وقد أُطلق عليه لقب "المستشرق البدائي".
استقر في سنواته الأخيرة بإنجلترا، حيث أكمل تاريخه المكون من 14 مجلدًا لليهود بعنوان "تولدوت يسرائيل". توفي في لندن عام 1924.
سميت مستوطنة كفار يافيتز على باسمه.
1. 1 2  مذكور في: استنادات المكتبة الوطنية الفرنسية. مُعرِّف المكتبة الوطنية الفرنسية (BnF): 113246225. باسم: Ze'ev Jawitz. المُؤَلِّف: المكتبة الوطنية الفرنسية. لغة العمل أو لغة الاسم: الفرنسية.